# رادا دي هارو
بلدية رادا دي هارو (بالإسبانية: Rada de Haro)‏، هي إحدى بلديات مقاطعة قونكة إحدى مقاطعات إسبانيا، و التي تقع في منطقة قشتالة لا منتشا وسط البلاد, و المائلة لجهة الشرق من إسبانيا.
يبلغ عدد سكانها 64 نسمة وفقاً لإحصائية سنة (2007).